# Grzybowo (powiat wrzesiński)
Grzybowo – wieś w Polsce położona w województwie wielkopolskim, w powiecie wrzesińskim, w gminie Września, 7 km na północny wschód od miasta Wrześni.
W latach 1954–1971 wieś należała i była siedzibą władz gromady Grzybowo, po jej zniesieniu w gromadzie Września-Północ. W latach 1975–1998 miejscowość należała administracyjnie do województwa poznańskiego.
Według danych z 2011 roku wieś Grzybowo liczyła 330 mieszkańców.
W Grzybowie znajduje się:
- wczesnośredniowieczne grodzisko,
- XVIII-wieczny drewniany kościół,
- dwór Grzybowskich XIX wieku – ostatnim właścicielem przed wojną był Stefan Lutomski,
- kaplica cmentarna